# Чемпіонат Європи з художньої гімнастики 2010
Чемпіонат Європи з художньої гімнастики 2010 пройшов з 16 по 18 квітня в місті Бремен, Німеччина.

## Медалісти
| Дисципліна         | Золото                | Срібло                | Бронза             |
| Особиста першість  | Особиста першість     | Особиста першість     | Особиста першість  |
| ------------------ | --------------------- | --------------------- | ------------------ |
| Абсолютна першість | Євгенія Канаєва (RUS) | Дар'я Кондакова (RUS) | Алія Гараєва (AZE) |

## Медалісти (групові вправи), сеньйори
| Дисципліна             | Золото         | Срібло         | Бронза         |
| Групові вправи         | Групові вправи | Групові вправи | Групові вправи |
| ---------------------- | -------------- | -------------- | -------------- |
| Групова першість       | Росія          | Італія         | Білорусь       |
| 5 обручів              | Росія          | Білорусь       | Італія         |
| 3 стрічки + 2 скакалки | Росія          | Італія         | Білорусь       |

## Медалісти (юніори)
| Дисципліна         | Золото                                      | Срібло                              | Бронза                                      |
| Команда            | Команда                                     | Команда                             | Команда                                     |
| ------------------ | ------------------------------------------- | ----------------------------------- | ------------------------------------------- |
| Командна першість  | Росія Алєксандра Меркулова Валерія Ткаченко | Білорусь Аріна Шарапа Наталія Лещик | Німеччина Яна Березко-Маргграндер Лаура Юнг |
| Особиста першість  |                                             |                                     |                                             |
| Вправа з скакалкою | Алєксандра Меркулова (RUS)                  | Аріна Шарапа (BLR)                  | Вікторія Шинкаренко (UKR)                   |
| Вправа з обручем   | Валерія Ткаченко (RUS)                      | Наталія Лещик (BLR)                 | Яна Березко-Маргграндер (GER)               |
| Вправа з булавами  | Валерія Ткаченко (RUS)                      | Аріна Шарапа (BLR)                  | Олександра Грідасова (UKR)                  |
| Вправа з м'ячем    | Алєксандра Меркулова (RUS)                  | Лала Юзіфова (AZE)                  | Яна Березко-Маргграндер (GER)               |

## Медальний залік

### Сеньйори
| Місце              | Країна             | Золото | Срібло | Бронза | Загалом |
| ------------------ | ------------------ | ------ | ------ | ------ | ------- |
| 1                  | Росія              | 4      | 1      | 0      | 5       |
| 2                  | Італія             | 0      | 2      | 1      | 3       |
| 3                  | Білорусь           | 0      | 1      | 2      | 3       |
| 4                  | Азербайджан        | 0      | 0      | 1      | 1       |
| Загалом (4 збірні) | Загалом (4 збірні) | 4      | 4      | 4      | 12      |

### Юніори
| Місце               | Країна              | Золото | Срібло | Бронза | Загалом |
| ------------------- | ------------------- | ------ | ------ | ------ | ------- |
| 1                   | Росія               | 5      | 0      | 0      | 5       |
| 2                   | Білорусь            | 0      | 4      | 0      | 4       |
| 3                   | Азербайджан         | 0      | 1      | 0      | 1       |
| 4                   | Німеччина           | 0      | 0      | 3      | 3       |
| 5                   | Україна             | 0      | 0      | 2      | 2       |
| Загалом (5 збірних) | Загалом (5 збірних) | 5      | 5      | 5      | 15      |

## Зовнішні посилання
- Official website
- Championships Rhythmic Gymnastics Results[недоступне посилання з 01.09.2018]